# Korthalsella amentacea
Korthalsella amentacea är en sandelträdsväxtart som beskrevs av Adolf Engler. Korthalsella amentacea ingår i släktet Korthalsella och familjen sandelträdsväxter. Inga underarter finns listade i Catalogue of Life.